# Мардук-надін-аххе
Мардук-надін-аххе' (д/н — бл. 1099 до н. е.) — цар Вавилону близько 1099—1081 до н. е. Ім'я перекладається як «Мардук дарував брата».

## Життєпис

### Захоплення влади
Походив з Другої династії Ісіна (IV Вавилонської династії). Молодший син царя Нінурта-надін-шумі. Близько 1099 року до н. е. скористався невдачею свого небожа — царя Енліль-надін-аплі, проти якого влаштував змову й зрештою повалив. Мардук-надін-аххе сам став царем Вавилону.

### Війни з Ассирією
Вимушений був продовжити війну з Ассирією. Спочатку зазнав поразки від ассирійського царя Тукульті-апал-Ешарри I в боротьбі за спірні землі за Тигром — між Малим Забом та Діялою. Під час другої війни з Ассирією було втрачено міста Дур-Курігальзу, Сіппар і Вавилон, де ворог сплюндрував царський палац. Втім вже в 1089 році до н. е. вавилоняни вигнали ассирійців зі своєї країни. Слідом за цим Мардук-надін-ахх перейшов у наступ, перемістивши кордон до Екаллате (міста на кордоні корінної Ассирії, близько 50 км від Ашшура). В цьому місті вавилоняни захопили бовванів бога Адада й богині Шала. В результаті захопиво бласть Малого Забу, регіону Суху (центральна частина долини Євфрату) до міста Рапіку.

### Розбудова
Посилення влади Мардук-надін-аххе відобразилося у титулатурі — цар Вавилону, цар Шумеру і Аккаду, цар Кардуніашу. Відновлюється головний храм міста Ур. Багато зроблено для відновлення Вавилону, особливо його  укріплень, Сіппару, Дур-Курігальзу.

### Війни з арамеями
У 1086 році до н. е. цар Вавилонії стикнувся з новим наступом кочових племен арамеїв, з якими вів війну до самої смерті. Суттєво погіршилося становище у 1081 році до н. е., коли розпочався великий голод у Вавилонії. Це з одного боку послабило військо вавилонян, з іншого — ще сильніше збурило арамеїв для міграції, оскільки значну частину харчів вони отримали завдяки торгівлі з Вавилоном й Ассирією. Внаслідок цього Мардук-надін-аххе зазнав поразки й загинув. Практично усю країну захопили кочівники. Владу успадкував Мардук-шапік-зері.